# L'Ange de feu
Pour les articles homonymes, voir L'Ange de feu (homonymie).
L'Ange de feu (en russe : Ognenny angel), op. 37, est un opéra en cinq actes du compositeur russe Sergueï Prokofiev sur un livret écrit par lui-même, créé sur scène en 1955 à Paris. L'histoire s'inspire du roman L'Ange de feu du poète russe Valery Brioussov paru en 1907.

## Historique
Cet opéra, composé entre 1919 et 1927, n'est créé (en traduction française et non en russe) que le 25 novembre 1954 en version concert au Théâtre des Champs-Élysées, à Paris, soit un an et demi après la mort du compositeur. La direction y est assurée par le chef d'orchestre hongrois Charles Bruck, avec la soprano Jane Rhodes en Renata et la basse Xavier Depraz en Ruprecht. Cette version est ensuite enregistrée avec les mêmes interprètes par le label Véga, réédité en 3 CD par Adès.
Il faut attendre le 29 septembre 1955 pour que l'ouvrage soit créé sur scène, cette fois à Venise. Le rôle de Renata est assuré par Dorothy Dow.

## Description
L'opéra est distribué en cinq et sept tableaux dans sa version définitive. L'histoire sérieuse et tragique, autour du personnage de Renata, est entrecoupée par des interventions — « l’élément bouffon » — sur le ton de la farce par les personnages de Faust et le démon Méphistophélès.
Sergueï Prokofiev réemploie par la suite de nombreux passages de la partition de L'Ange de feu dans sa Symphonie n° 3 en ut mineur, op. 44, de 1928.

## Rôles
| Rôle                                                                                           | Voix          | Créateur en concert 1954 | Sur scène 1955 |
| ---------------------------------------------------------------------------------------------- | ------------- | ------------------------ | -------------- |
| Renata                                                                                         | soprano       | Jane Rhodes              | Dorothy Dow    |
| Ruprecht                                                                                       | baryton       | Xavier Depraz            |                |
| Le Comte Heinrich (muet) / Jakob Glock / Agrippa von Nettelsheim / Le médecin / Méphistophélès | ténor         |                          |                |
| L'hôtelière                                                                                    | mezzo-soprano |                          |                |
| Faust                                                                                          | baryton       |                          |                |
| L'inquisiteur                                                                                  | basse         |                          |                |
| Chœur                                                                                          |               |                          |                |

## Argument

### Acte I
Dans une auberge au Moyen Âge, un homme, Ruprecht, rencontre une femme, Renata, qui se dit poursuivie par un démon, alors que dans sa jeunesse l'ange Madiel lui a prédit le destin d'une sainte. Elle raconte que cet ange elle l'a reconnu plus tard dans les traits du comte Heinrich avec qui elle a vécu quelque temps mais qui l'a abandonnée. L'aubergiste et son domestique quant à eux pensent que Renata est une sorcière qui a essayé d'ensorceler le comte. Mais Ruprecht est déjà lui-même sous le charme de la jeune femme.
Est alors introduite auprès de Renata une diseuse d'avenir qui la traite  comme une coupable et lui prédit un destin placé sous le signe du sang.

### Acte II
Renata, accompagnée de Ruprecht, est à Cologne  à la recherche d'Heinrich, sans qui elle ne peut vivre. À Ruprecht qui manifeste ses regrets de compter lui-même si peu pour elle, elle fait comprendre très crûment qu'il n'est rien à côté d'Heinrich. Grâce aux recettes d'un certain Glock elle s'adonne à des pratiques de sorcellerie destinées à faire revenir l'aimé... Devant ses échecs, Ruprecht décide d'aller demander l'aide du philosophe et magicien Agrippa de Nettesheim. Mais, à la scène suivante, dans l'atelier d'Agrippa, Ruprecht essuie un refus de la part de ce dernier, peu désireux d'utiliser ses talents pour la cause qu'il lui a présentée.

### Acte III
Renata, devant la maison d'Heinrich, exprime son désespoir : elle l'a vu, mais il l'a rejetée comme une possédée. Quand Ruprecht la rejoint, de retour de chez Agrippa, elle lui déclare qu'elle n'aime plus Heinrich, que celui-ci n'était qu'un imposteur et en aucun cas une incarnation de l'ange Madiel. Si Ruprecht tue l'imposteur elle sera sienne pour toujours. Après un moment de trouble, Ruprecht s'introduit chez le comte. Renata adresse une prière à Madiel lui demandant de pardonner son erreur.
Puis ayant aperçu Heinrich que Ruprecht a provoqué en duel, elle est bouleversée et à nouveau voit en lui la figure angélique. Elle demande à Ruprecht de l'épargner et de se laisser plutôt tuer.
Après un interlude musical évoquant le duel, on retrouve Ruprecht blessé, Renata qui prend soin de lui et lui déclare désormais son amour : s'il meurt elle se retirera dans un couvent... Ruprecht et Renata ont pour la première fois un duo à l'unisson. Un ami de Ruprecht, Mathias, médecin, vient lui apporter des soins et prononce un pronostic rassurant.

### Acte IV
Renata annonce au convalescent qu'elle va prendre le voile pour sauver son âme. Puis, confrontée aux déclarations d'amour de Ruprecht, elle veut se suicider... Ruprecht veut l'en empêcher, mais elle retourne l'arme contre lui et part. 
Ruprecht entre dans une auberge où se trouvent Méphistophélès et Faust. Le diable persécute l'aubergiste de façon cruelle avant de lui redonner sa liberté et de demander à Ruprecht de servir de guide à Faust et lui-même pour visiter la ville.

### Acte V
Renata est au couvent, mais la mère supérieure se plaint que depuis l'arrivée de cette novice tout le couvent est comme possédé. L'Inquisiteur interroge Renata qui lui livre ses visions maléfiques. Les nonnes sont en proie à l'hystérie. Tandis que l'Inquisiteur tente d'exorciser Renata, elles se jettent sur lui. Mephisto et Faust apparaissent. L'Inquisiteur prononce la condamnation au bûcher de Renata pour hérésie et sorcellerie.

Photo par Paolo Monti, 1973
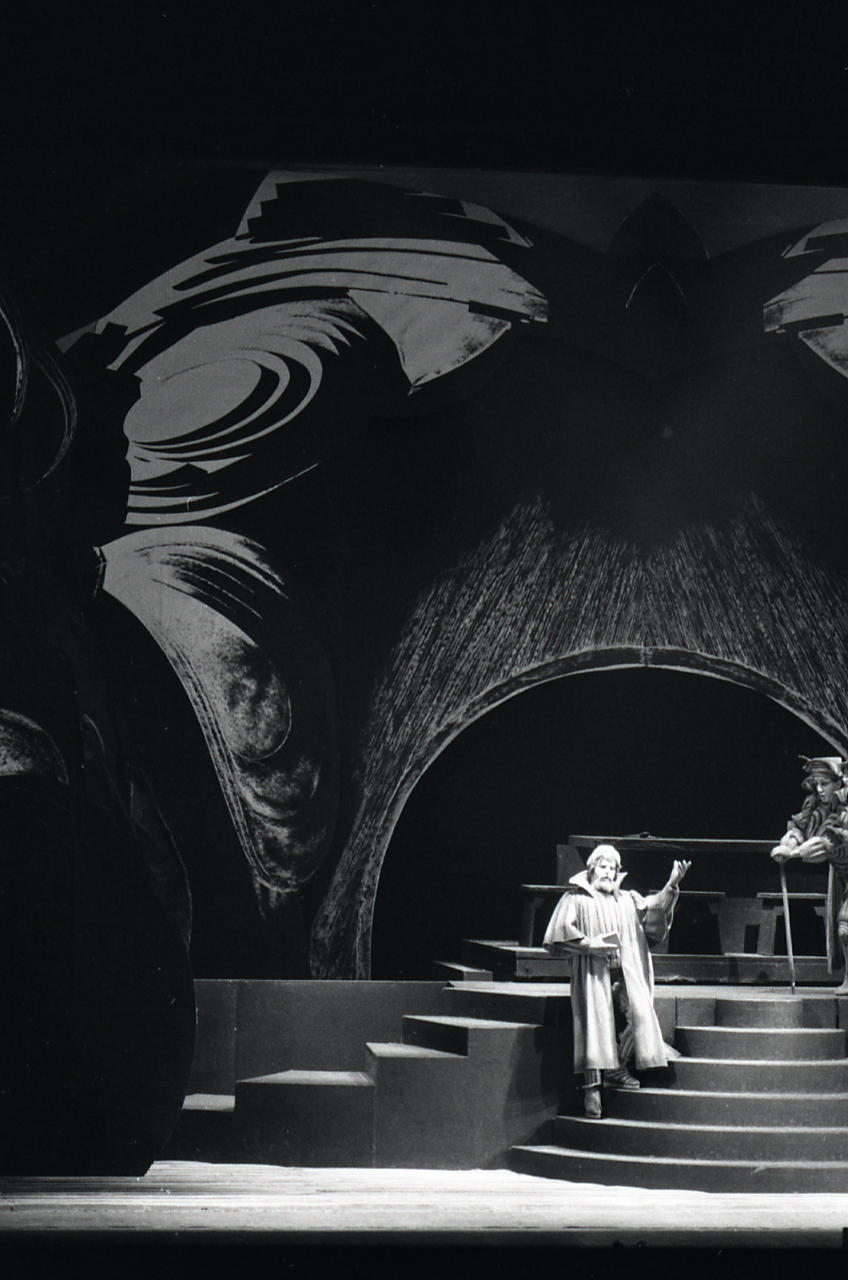
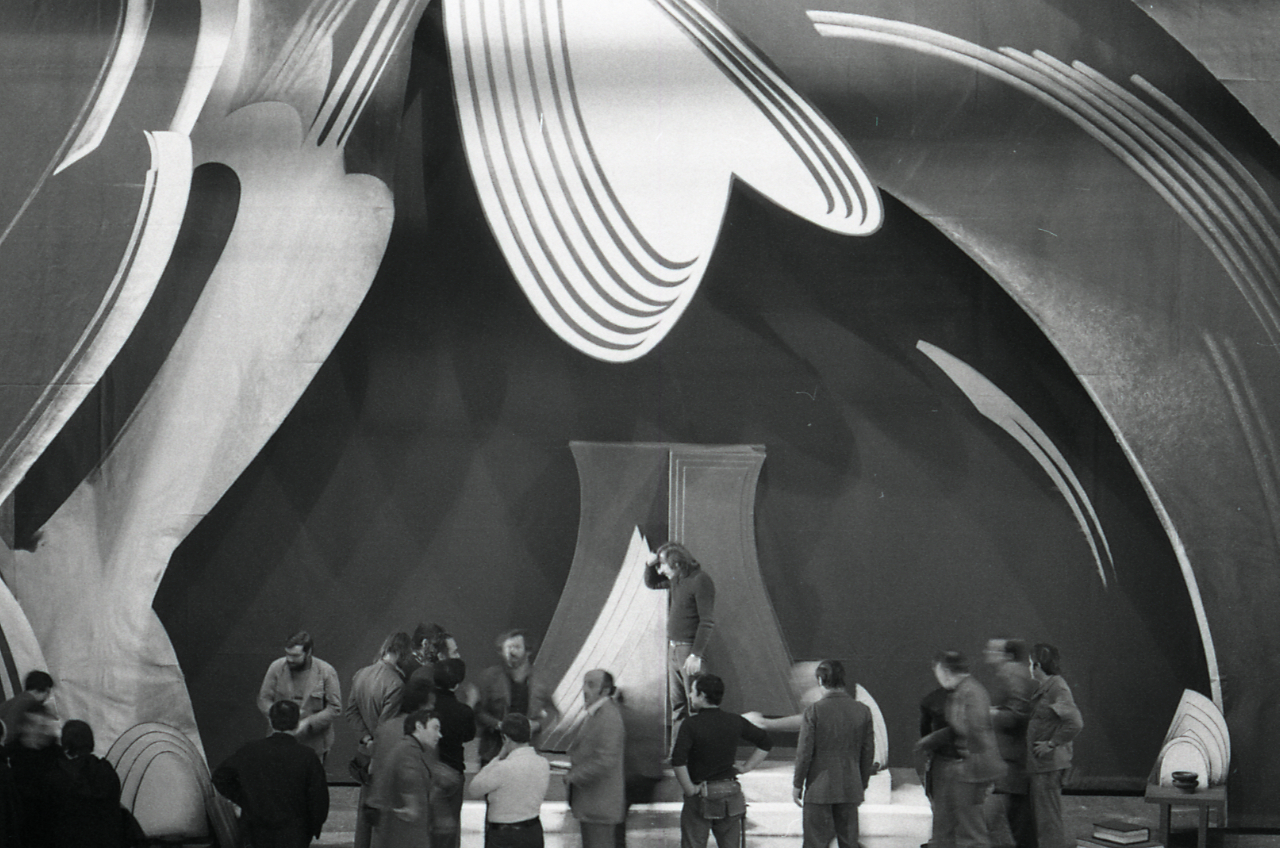
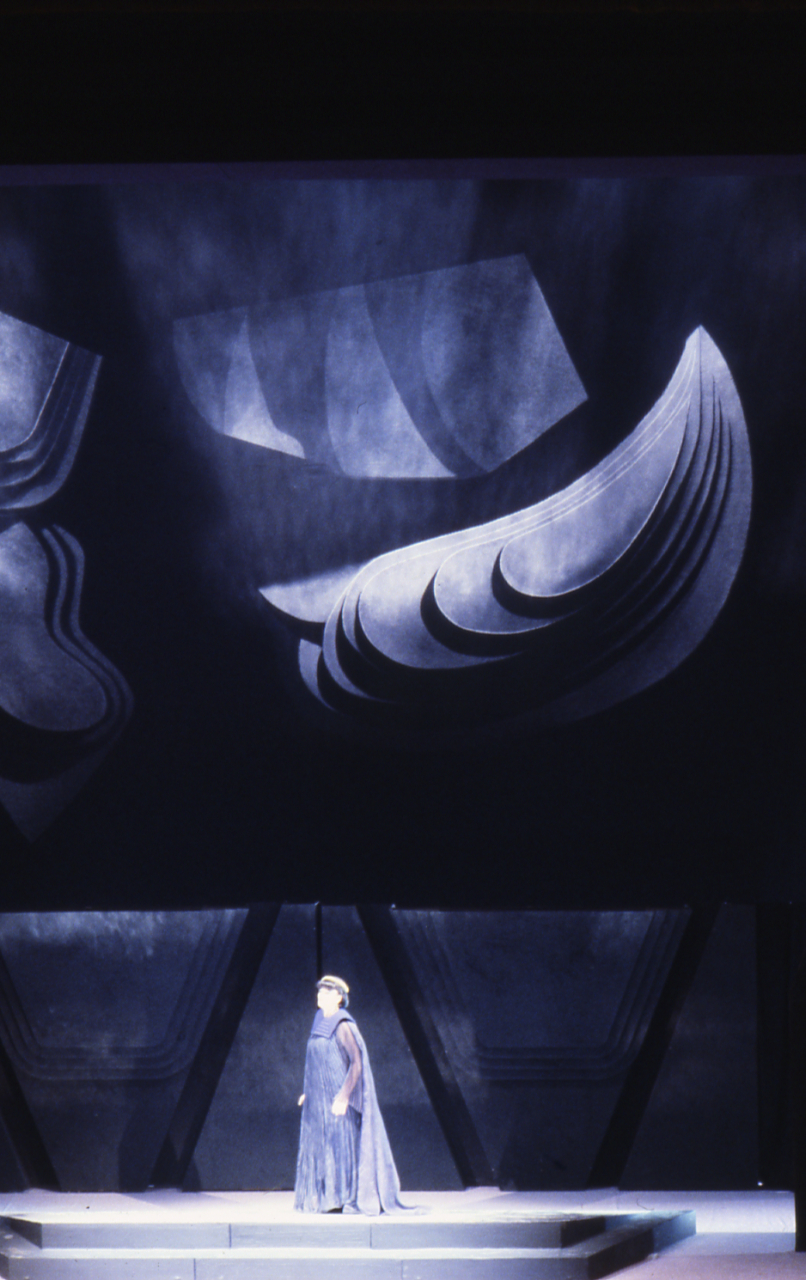
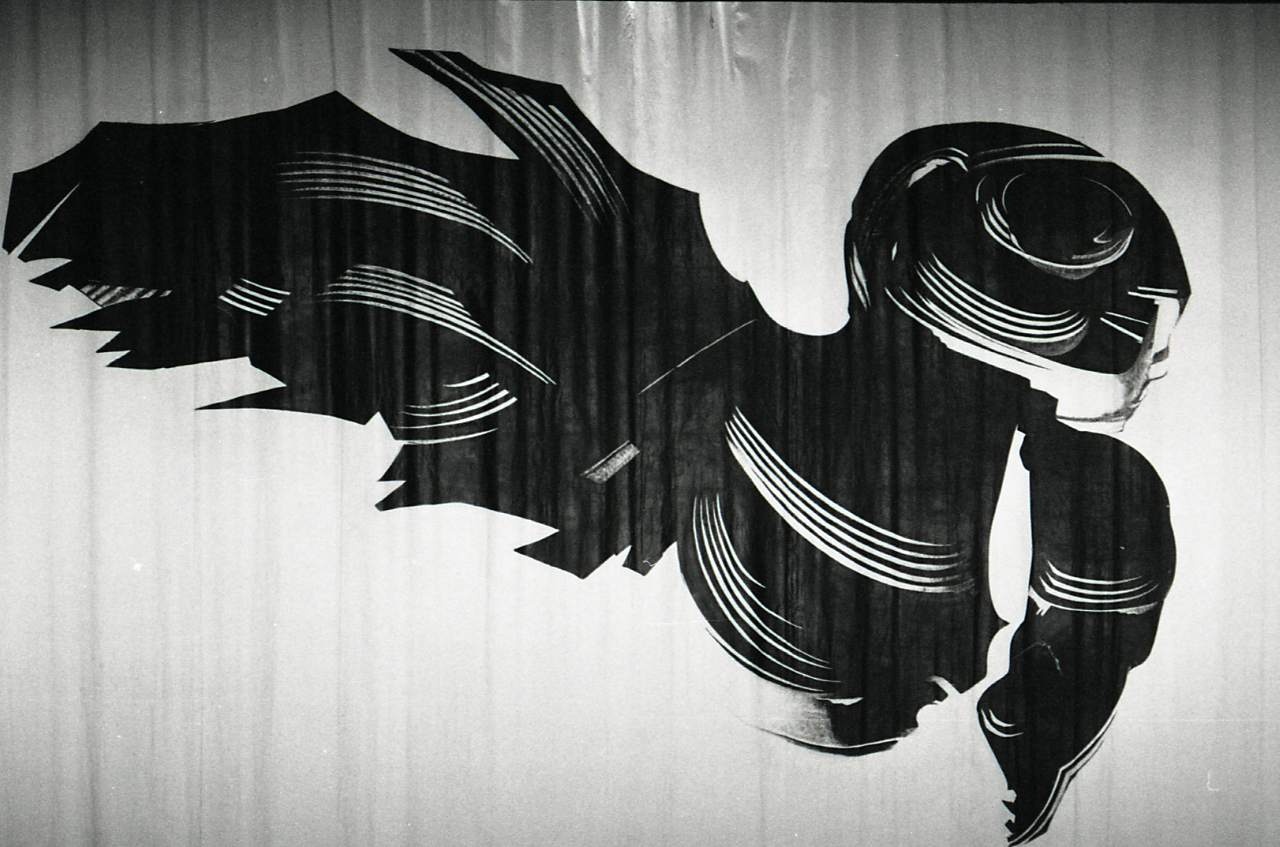

## Représentations
En 2016, l'Opéra de Lyon produit une série de représentations de l'ouvrage, sous la direction du chef d'orchestre japonais Kazushi Ōno et mise en scène par Benedict Andrews. Aušrinė Stundytė et Laurent Naouri y assurent les rôles principaux, avec l'Orchestre et les Chœurs de l'Opéra national de Lyon,.